# Nicole Beukers
Nicole Beukers (født 7. oktober 1990) er en nederlandsk roer.
Hun repræsenterede Nederland under OL 2016 i Rio de Janeiro i dobbeltfirer sammen med Chantal Achterberg, Inge Janssen og Carline Bouw. Båden blev nummer tre i sit indledende heat, hvorpå den vandt opsamlingsheatet og dermed var i finalen. Her lykkedes det hollænderne at vinde sølv, idet de kom i mål knap et sekund efter de tyske vindere, men et halvt sekund foran polakkerne på tredjepladsen.